# Кулик Микола Васильович
Кули́к Микола Васильович (нар. 16 серпня 1958, м. Перемишляни Львівської області) — директор-художній керівник, головний диригент у Заслуженій академічній капелі України «Трембіта». Народний артист України (2018).

## Біографія
1973 році закінчив 8 клас Перемишлянської середньої школи, а також музичну школу.
1973 році поступив у Львівське державне музичне училище на спеціальність диригування.
1977 році поступив у Львівську державну консерваторію, яку закінчив у 1982 році за фахом диригент.
1981 році прийнятий на посаду хормейстера у Заслуженій капелі «Трембіта».
1982 році переведений на посаду диригента Заслуженої капели «Трембіта».
1987 році закінчив повний курс інституту підвищення кадрів керівного складу при Міністерстві культури СРСР м. Москва, під керівництвом Народного артиста СРСР, професора Володимира Мініна (Московський камерний хор).
1990 році призначений головним диригентом — художнім керівником капели «Трембіта».
1993 році надано почесне звання — «Заслужений діяч мистецтв України».
1994 році прийнятий на посаду директора — художнього керівника Заслуженої капели України «Трембіта».
1995 році за мистецькі програми 1993—1995 років, створені під керівництвом Миколи Кулика, капела «Трембіта» нагороджується званням Лауреата Державної премії імені Т.Шевченка.
У 1994 р. після проведеної реформи хорового колективу: створює камерний оркестр та ініціює перейменування колективу як «Заслужена капела України ТРЕМБІТА» у складі хору, камерного оркестру та групи солістів – вокалістів, наближаючи до європейської вокально-інструментальної традиції. В процесі реформи було виведено капелу «Трембіта» із підпорядкування Львівської філармонії до Львівської обласної ради із набуттям статусу юридичної особи. Реформа позитивно позначилася у творчому та адміністративному розвитку, прокладаючи шлях до повернення капелі державного статусу і підпорядкування, який було втрачено у 1959 р. в наслідок політичних репресій шістдесятих років. У 1995 р. присудженням Національної премії ім. Т.Г. Шевченка увінчалася серія мистецьких програм, що відкрили в Україні творчість композиторів української діаспори, зокрема Андрія Гнатишина (Австрія), Мар’яна Кузана (Франція), Антіна Рудницького та Ігоря Соневицького (США). Було виконано найбільш значимі твори великої форми кожного з авторів у їхній присутності (окрім померлого А. Рудницького). Впродовж періоду керівництва капелою М. Кулик організував та провів понад 30 закордонних концертних турне (в межах 1000 концертів) в Європі: Польщі, Словаччині, Чехії, Австрії, Італії, Франції, Данії та ін. Найбільше у Німеччині, зокрема під патронатом прем’єр-міністра Баварії п. Едмунда Штойбера. Завдяки багаторічній співпраці з німецькою благочинною організацією «Hilfe der Ukraine» в Мюнхені здійснив чисельні концертні виступи на підтримку збору коштів для гуманітарної та медичної допомоги Україні, для оздоровлення дітей з Чорнобильської зони у Німеччині. Ряд телевізійних каналів Європи відзняли концертні виступи капели «Трембіта» під батутою М. Кулика, зокрема телебачення Данії, Франції, Польщі, італійська RAI 3 та німецька ZDF, що сприяло популяризації українського музичного мистецтва. В Україні мистецька діяльність М. Кулика спрямована на поповнення скарбниці української музичної культури прем’єрним виконанням нових полотен сучасних українських композиторів. Він перший диригент-постановник творів Віктора Камінського - кантати «Україна. Хресна дорога», ораторії «Іду, накликую, взиваю.», «Акафіст до Пресвятої Богородиці», Олександра Козаренка – ораторії «Страсті ГНІХ», кантати «Богородичні пісні», циклу для струнного оркестру «Ірмологіон», Мирослава Волинського – цикл творів для хору, оркестру та солістів на слова Ігоря та Ірини Калинців, ораторія «Мойсей», ораторія «Я тебе кличу», прем’єра якої відбулася в оперних театрах Львова та Києва та багато інших. З 2005 року Голова Львівського відділення Всеукраїнської Національної музичної спілки, брав участь у роботі журі усіх Всеукраїнських конкурсів хорових диригентів організованих спілкою за підтримки Міністерства культури України. Плідною, протягом останніх десятиліть, є викладацька  діяльність на посаді професора Львівської Національної академії. Студенти та аспіранти професора М. Кулика часто беруть участь у конкурсах, здобуваючи лауреатство, ведуть особисту концертну діяльність, успішно працюють за фахом в капелі «Трембіта». Проводив фахові майстер класи у Фрайбурзькій музичній академії (Німеччина) та Краківській музичній академії (Польща). У дискографічних серіях «Духовна музика України» та «Персоналії» Миколою Куликом записано 15 дисків. На сцені Національного українського драматичного театру ім. М. Заньковецької відбувся ювілейний авторський концерт «Modus vivendi» до 60–річчя М.Кулика. У програмі концерту прозвучали авторські твори та обробки і аранжування створені ювіляром. Під час цього концерту  відбулося вручення почесного звання «Народний артист України». Крізь роки збирав матеріал доказової бази про справжню історичну біографію капели «Трембіта», спотворену радянською владою з політичних мотивів. Рішенням вченої ради Львівської Національної музичної академії було визнано спадкоємство капели «Трембіта» з товариством та хором «Львівський Боян», що здійснював концертно-гастрольну діяльність в Європі з середини 90-х років 19 століття по 1939 рік. З ініціативи М. Кулика сесія Львівської обласної ради, власним рішенням, одноголосно визнала це спадкоємство. Беручи до уваги  дату заснування 2 лютого 1891 року установчими зборами «Львівського Бояну», капела «Трембіта» наближається до  свого 130-річчя у 2021 році. Проводить приготування ряду заходів для гідного відзначення ювілею, зокрема виконання нового твору композитора Олександра Козаренка – ораторії присвяченої «Львівському Бояну» у постановці М. Кулика, що прозвучить на сцені Львівської Національної опери у день святкування та наукову конференцію на тему історичного, мистецького та суспільно-громадського значення «Львівського Бояну». Прес-конференція та презентація відео версії «Дванадцять духовних хорових концертів» композитора Василя Гайдука (м. Ужгород) присвячених 130–річчю «Львівського Бояну».

## Нагороди
- Народний артист України (2018)[1]